# Amiata

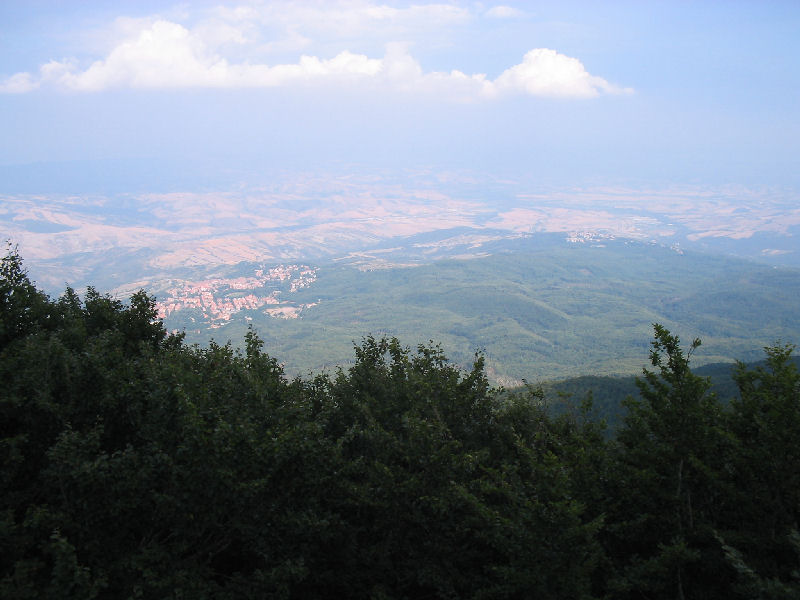
Panorama z Amiaty

Amiata (it. Monte Amiata) – wygasły wulkan w środkowych Włoszech, w Preapeninie Tyrreńskim. Jego wysokość to 1738 m n.p.m. Zbudowany jest z lawy trachitowej. Wielkość masywu wynosi 4 na 5 km. Wiek radiometryczny trachitu wynosi ok. 300 000 lat, natomiast ostatnia erupcja miała miejsce w plejstocenie, przez ponad 10 000 lat. W czasie holocenu wulkan nie przejawiał żadnej aktywności, natomiast u podnóża znajdują się liczne źródła siarkowe, których wody doprowadzane są rurociągami do Sieny. Szczyt porastają lasy bukowe i kasztanowe, w dolnym piętrze winnice i gaje oliwne. W pobliżu znajdują się bogate złoża cynobru, eksploatowane od początku naszej ery.